# فرنسيس شابن
فرنسيس شابن (بالإنجليزية: Francis Chapin)‏ هو رسام أمريكي، ولد في 14 فبراير 1899 في مقاطعة ترمبول في الولايات المتحدة، وتوفي في 23 فبراير 1965 في شيكاغو في الولايات المتحدة.

## وصلات خارجية
- فرنسيس شابن على موقع أوليمبيديا (الإنجليزية)